# Artemisia saissanica
Artemisia saissanica là một loài thực vật có hoa trong họ Cúc. Loài này được (Krasch.) Filatova mô tả khoa học đầu tiên năm 1965.